# Griend (beplanting)

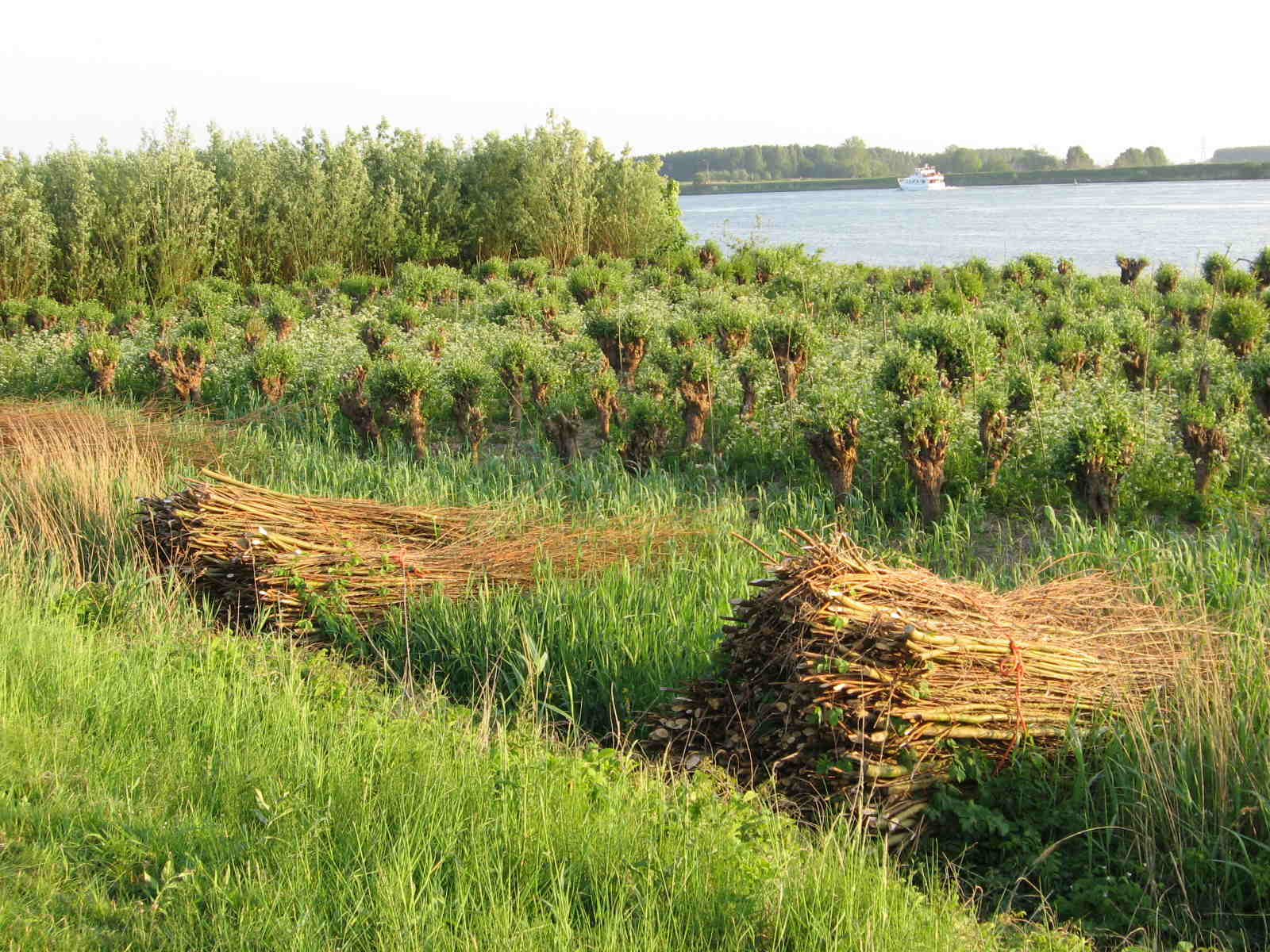
Buitendijkse wilgenakker aan de Oude Maas (Carnisse Grienden)

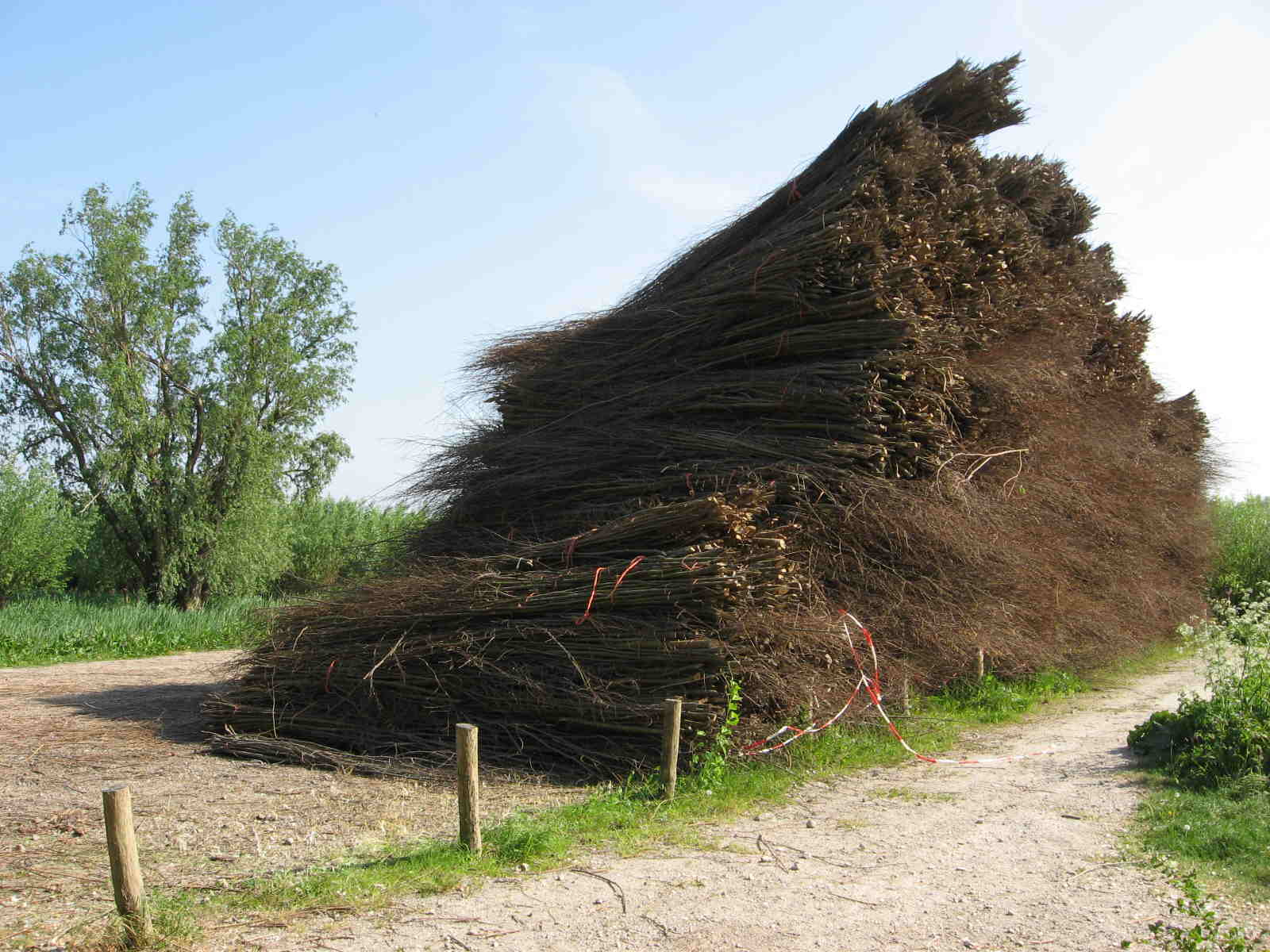
Musterdmijt (stapel takkenbossen)

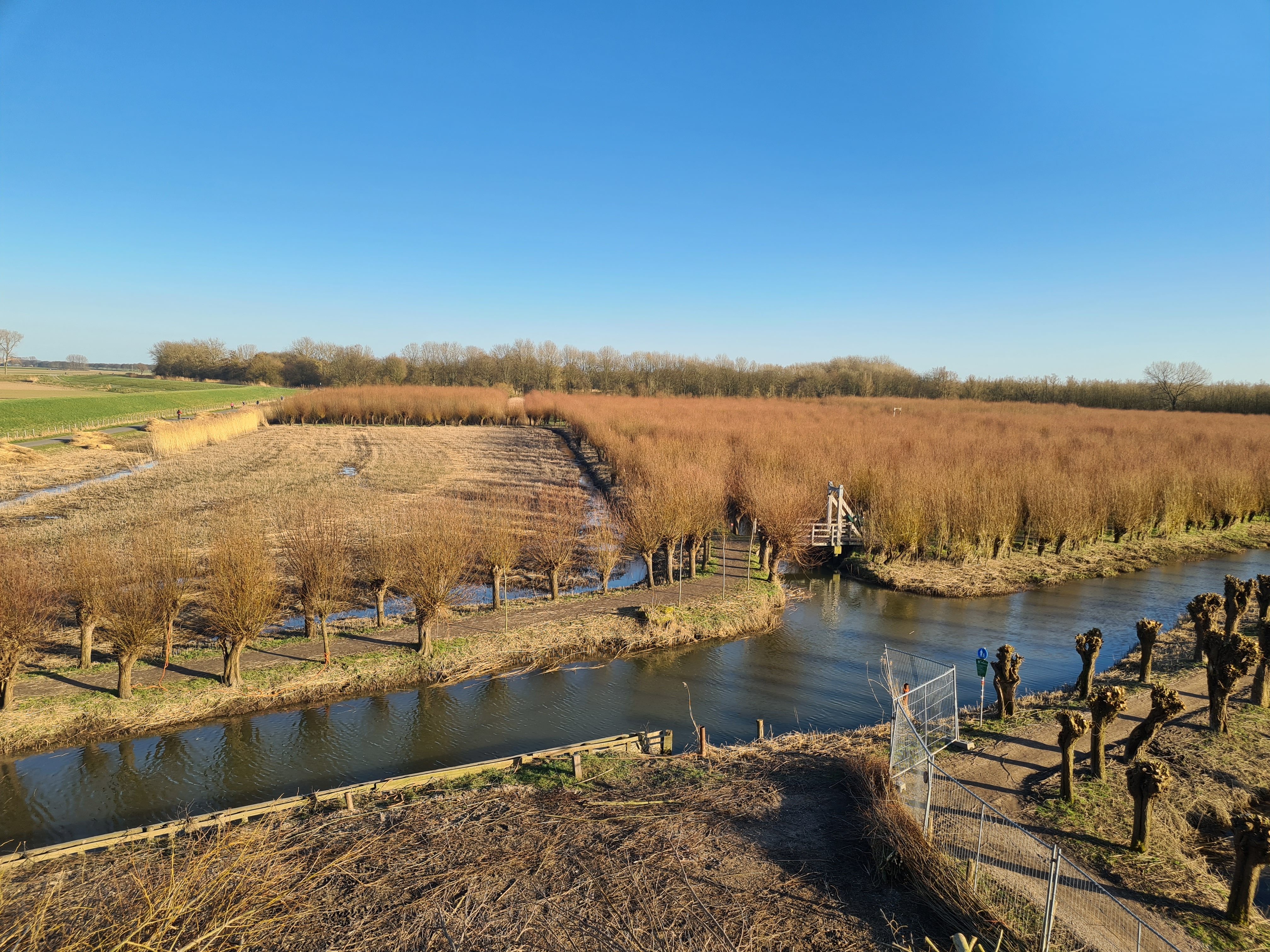
Rhoonse Grienden

Een griend of ham is een vochtig stuk land, vaak buitendijks gelegen aan een rivier. Het wordt gebruikt voor het telen van hakhout, meestal wilg. Grienden werden tot ca 1960 op grote schaal geëxploiteerd, daarna nam de vraag naar griendhout sterk af zodat veel grienden niet meer werden onderhouden. Soms kregen ze de status van natuurgebied. De herintroductie van de bever in Nederland was een poging om tot een natuurlijk beheer van de grienden te komen.
Wegens de mogelijkheid tot het verbouwen van biobrandstof staan ze sinds 2010 weer in de belangstelling.

## Ontstaan en functie
In de delen van het land die voor andere teelten ongeschikt waren werden grienden aangelegd. Dit gebeurde vooral in het rivierkleigebied op buitendijkse rivierkleigronden die voldoende hoog opgeslibd waren. Om ervoor te zorgen dat de griend wel kon overstromen, maar niet permanent onder water bleef staan werden er kaden, greppels, overlaten en duikers aangelegd.
De grienden konden tientallen jaren blijven bestaan, maar werden vaak al eerder omgezet in gras- of akkerland. Aan het begin van de 20e eeuw had Nederland ongeveer 14.000 hectare griend. In 2010 waren hier nog 4000 hectare van over.

## Ligging
Grienden lagen vaak langs zeearmen op buitendijkse aanslibbingen en in het rivierengebied van Zuid-Holland en Noord-Brabant, met name de Biesbosch. Veel grienden zijn door inpoldering binnendijks komen te liggen, met uitzondering van de Rhoonse Grienden en het griend in Ridderkerk. De buitendijkse grienden waren afhankelijk van de getijdenbeweging van de waterstand. Deze grienden werden vaak voorzien van een griendheuvel: een kleine terp, met daarop een onderkomen voor griendwerkers. Deze konden daar overnachten tijdens hun verblijf op de griend. Daarnaast waren er eenvoudige woonbootjes aanwezig, met hetzelfde doel.

## Oogsten
Het oogsten van wilgenhout was zwaar werk, waar niet alleen mannen voor werden ingeschakeld. Ook vrouwen en kinderen moesten helpen, voornamelijk bij het gereedmaken van het hout voor verdere verwerking.
Tijdens het gereedmaken van het wilgenhout werden wilgentenen gesneden en in bossen gebonden. Vervolgens werden deze bossen een ruime tijd in water gelegd, om de wilgentenen soepel te maken. Wanneer de wilgentenen soepel waren werden ze van hun schors en bast ontdaan. Hierna konden de wilgentenen verwerkt worden. Wilgentenen uit hakgrienden werden gebruikt voor de stelen van bezems en harken, meubelen en dakbedekking. De wilgentenen uit snijgrienden werden gebruikt voor het maken van manden en hoepels.
Griendwerkers werkten onder zware arbeidsomstandigheden. Ze verdienden weinig en deden ongezond, zwaar werk. Na de oprichting van een eigen vakvereniging, de IJsselsteinse Teenpachtersbond, werden de arbeidsomstandigheden beter.

## Teelt en toepassing
De wilgenbomen worden ongeveer 25 cm boven de grond afgezet. Uit de stobben groeien dan weer nieuwe takken. Een griend die jaarlijks afgezet wordt, wordt snijgriend, twijgwaard of twijggrond genoemd. De dunne twijgen zijn geschikt voor manden. Wilgentenen van griend dat drie jaarlijks wordt geoogst kan onder andere worden gebruikt voor zinkstukken. Het is ook bruikbaar voor andere doeleinden. Anno 2020 is het populair bouwmateriaal voor schuttingen, moesbakken en in natuurprojecten. Het heeft een lange levensduur en er is weinig bewerking of onderhoud nodig.